# Kuki Moritaka
Kuki Moritaka (九鬼 嘉隆?; 1573 – 28 ottobre 1632) è stato un samurai giapponese del periodo Sengoku.
Kuku Moritaka fu generale e ammiraglio al servizio di Tokugawa Ieyasu, e figlio di Kuki Yoshitaka, uno dei più importanti generali di Toyotomi Hideyoshi.
Negli ultimi anni del XVI secolo Kuki Moritaka supportò Tokugawa Ieyasu nella battaglia di Sekigahara, mentre il padre si schierò al fianco di Ishida Mitsunari. Dopo la vittoria Tokugawa, Moritaka fu confermato come daimyō del feudo della famiglia Kuki nella provincia di Shima, che venne incrementato da 26.000 a 46.000 koku.
Successivamente Moritake restò fedele ai Tokugawa, comandando la loro flotta durante l'Assedio di Osaka nel 1614-1615, mettendosi in risalto durante la battaglia di Noda-Fukushima. Alla sua morte i suoi due figli, Hisataka e Takasue, divisero il suo feudo creando due linee cadette del clan Kuki i cui discendenti divennero visconti dopo l'abolizione del sistema han.